# Karkur
Karkur (arab. قرقور) – miejscowość w Syrii, w muhafazie Hama. W 2004 roku liczyła 2356 mieszkańców.